# Jeżewo, Tỉnh West Pomeranian
Jeżewo [jɛˈʐɛvɔ] là một khu định cư ở khu hành chính của Gmina Polanów, thuộc quận Koszalin, Tây Pomeranian Voivodeship, ở phía tây bắc Ba Lan.
Trước năm 1945, khu vực này là một phần của Đức. Đối với lịch sử của khu vực, xem Lịch sử của Pomerania.